# Bulbophyllum myrmecochilum
Bulbophyllum myrmecochilum är en orkidéart som beskrevs av Rudolf Schlechter. Bulbophyllum myrmecochilum ingår i släktet Bulbophyllum och familjen orkidéer. Inga underarter finns listade i Catalogue of Life.